# Coryphée
Au sens propre, le coryphée (du grec ancien : κορυφαῖος / koruphaîos, de κορυφή / koruphḗ, « sommet de la tête ») est le chef de chœur dans la tragédie et la comédie grecque antique. C'est par confusion avec le mot « chœur » qu'on l'a parfois orthographié choryphée. 
Le coryphée se situe le plus souvent au milieu de la scène, alors appelée orchestra, et est chargé de guider les choreutes. Il répond au chœur, le questionne ou répète ses propos. Il prend parfois la parole au nom du chœur et se trouve être le seul à dialoguer avec le personnage en scène, qui évolue pour sa part sur le proskenion.
Comme tout acteur dans la Grèce antique, le coryphée est un homme (éventuellement déguisé en femme), un citoyen (éventuellement déguisé en barbare), qui porte masque (κόρυς en grec) et costume. C'est parfois le chorège qui tient le rôle de coryphée.
Plus généralement :
- dans le théâtre et l'opéra, son rôle est à peu près identique : faisant partie du chœur, il s'en détache pour s'adresser au public ou aux personnages en un solo plus ou moins développé, puis rentre dans le rang ;
- dans le ballet classique, un coryphée est un danseur à qui l'on confie parfois un court rôle de soliste ; dans le corps de Ballet de l'Opéra national de Paris, les coryphées sont les danseurs et danseuses qui, ayant été quadrilles, ont réussi l'examen de promotion[2] du 4e échelon de la hiérarchie dans une échelle de cinq niveaux dont le sommet est réservé aux Etoiles[3]